# سام إيرفين
سام إيرفين (بالإنجليزية: Sam Irvin)‏ هو مخرج وممثل أمريكي، ولد في 14 يونيو 1956 في الولايات المتحدة.

## أعمال

### أفلام
- (1999) سأتذكر أبريل

## وصلات خارجية
- سام إيرفين على موقع IMDb (الإنجليزية)
- سام إيرفين على موقع ألو سيني (الفرنسية)
- سام إيرفين على موقع تيرنر كلاسيك موفيز (الإنجليزية)
- سام إيرفين على موقع أول موفي (الإنجليزية)
- سام إيرفين على موقع قاعدة بيانات الأفلام السويدية (السويدية)
- سام إيرفين على موقع قاعدة بيانات الفيلم (الإنجليزية)
- سام إيرفين على موقع كينوبويسك (الروسية)